# Senan (Yonne)
 Senan  es una población y comuna francesa que se encuentra en la región de Borgoña, departamento de Yonne, en el distrito de Auxerre y cantón de Aillant-sur-Tholon.

## Demografía
| 571 | 509 | 512 | 607 | 667 | 681 |
| Para los censos de 1962 a 1999 la población legal corresponde a la población sin duplicidades (Fuente: INSEE [Consultar]) |     |     |     |     |     |